# Maison forte de Peythieu
La maison forte de Peythieu est une ancienne maison forte du XVe siècle qui se dresse sur la commune de Saint-Savin dans le département de l'Isère et la région Rhône-Alpes. Le site est labellisé Patrimoine en Isère.

## Situation
La maison forte est située dans le département français de l'Isère sur la commune de Saint-Savin, plus précisément sur le chemin du Mollard. Elle est située sur un coteau présentant un pendage vers le nord. 

## Histoire
La maison forte date vraisemblablement de la fin du XVe siècle, si on se fie aux blasons des familles nobles observées sur le site et à l'architecture du bâtiment. Elle s'inscrivait initialement dans un ensemble bâti plus large, comprenant des bâtiments annexes et une cour quadrangulaire fermée par un mur crénelé. 

## Description
La maison forte présente un plan quadrangulaire, sur quatre niveaux, flanqué d'une tour d'angle circulaire. Celle-ci accueille latrines et pigeonnier. Le bâtiment présente des fenêtres à meneau du côté est, et des fenêtres à traverses uniquement du côté ouest. Quatre cheminée permettaient de chauffer l’intérieur. Un blason est sculpté sur la porte d'entrée, présentant les armes de la famille de La Balme. Un autre blason, disparu, figurait sur le portail de la cour celles de la famille de Briord.